# Джей Лено
Джей Лено (англ. Jay Leno, справжнє ім'я Джеймс Дуглас Муїр Лено, нар. 28 квітня 1950) — лауреат премії «Еммі», американський актор, стенд-ап комік, телеведучий і письменник, найбільш відомий як ведучий телепередачі «The Tonight Show» на каналі NBC.

## Життєпис
Лено народився в штаті Нью-Йорк, закінчив коледж Емерсон на початку 1970-х років, а його телевізійна кар'єра пішла успішно вже в 1990-і. На його манеру вплинули Дон Рікельс, Джонні Карсон, Боб Ньюгарт. Лено озвучував невеликі ролі в багатьох популярних мультсеріалах — зокрема, кішку Кітті й самого себе в «Південному парку», ролі в епізоді «Сімпсонів» «The Last Temptation of Krust» і «Гріффінов» — «Patriot Games». Незважаючи на значний успіх, манера ведення й імідж Джея Лено нерідко зазнають критики (зокрема, напівжартівливої критики з боку іншого знаменитого телевізійного коміка — Девіда Леттермана).
Джей Лено часто жартує над самим собою, не забуваючи згадувати своє велике підборіддя, що стало свого роду візитною карткою коміка.
Захоплюється колекціонуванням автомобілів і мотоциклів. Його приватна колекція включає в себе близько 130 автомобілів і близько 100 мотоциклів.